# Hungarian Music Awards

Logo des Fonogram - Hungarian Music Awards 2018.

Die Hungarian Music Awards (ung.: Magyar Zenei Díj, offizieller Titel Fonogram – Hungarian Music Awards) ist ein seit 1992 verliehener Musikpreis in Ungarn und ist vergleichbar mit den US-amerikanischen Grammy Awards oder den BRIT Awards.
Bis 2003 hieß der Musikpreis Golden Giraffe Award (ung.: Arany Zsiráf). Der Preis wird durch die MAHASZ, der nationalen Musikverwertungsgesellschaft verliehen. Es werden sowohl in Kategorien für internationale als auch für nationale Künstler Preise verliehen.

## Kategorien

### International
- Pop/Rock-Album des Jahres
- Modernes Pop/Rock-Album des Jahres
- Alternative Album des Jahres
- Hard Rock/Metal-Album des Jahres
- Dance-Pop-Album des Jahres

### National
- Pop/Rock-Album des Jahres
- Modernes Pop/Rock-Album des Jahres
- Alternative Album des Jahres
- Electronic-Album des Jahres
- Hard Rock/Metal-Album des Jahres
- Dance-Pop-Album des Jahres
- Jazz-Album des Jahres
- Weltmusik-Album des Jahres
- Entertainment Music Album des Jahres
- Kindermusik-Album des Jahres
- Newcomer des Jahres
- Lied des Jahres
- Musik-DVD des Jahres